# Петси Реди
Дама Патриша Ли "Петси" Реди (енгл. Dame Patricia Lee "Patsy" Reddy; Матамата, 17. мај 1954) била је 21. генерални гувернер Новог Зеланда. Званично је именована у септембру 2016. године од стране краљице Елизабете II, када је ступила на дужност после истека мандата Џерија Матепараја, на предлог тадашњег премијера Џона Кија у марту 2016. године, након чега је започела свој петогодишњи мандат. Она је трећа жена на тој позицији после Кетрин Тизард и Силвије Картрајт.

## Биографија и каријера
Завршила је правни факултет на Викторија Универзитету у Велингтону где је била и предавач од 1979. године. По занимању је порески адвокат. Од 1982. године радила је у адвокатској фирми Watts and Patterson, где се специјализовала за пореско право. Радила је и за новозеландску владу, посебно на случајевима накнаде штете према Уговору из Вајтангија, а била је и у одборима различитих компанија. Удата је за Сер Дејвида Гаскоина, пореског адвоката.